# Crown Holdings
Crown Holdings, Inc. (NYSE: CCK) er en amerikansk producent af metalemballage til fødevarer. De producerer dåser til drikkevarer og fødevarer samt metalkasser. I 2020 havde Crown 33.264 ansatte på 192 fabrikker i 39 lande.